# Ancara griseola
Ancara griseola là một loài bướm đêm trong họ Noctuidae.